# Encyclopedia Galactica
Als Encyclopedia Galactica (galaktische Enzyklopädie) wird eine in verschiedenen Science-Fiction-Erzählungen thematisierte fiktive Enzyklopädie bezeichnet, in der das gesamte menschliche Wissen sowie das gesamte Wissen nichtmenschlicher Lebewesen enthalten ist. 
Insbesondere spielt die galaktische Enzyklopädie in mehreren Science-Fiction-Romanen von Isaac Asimov und in der Pentalogie Per Anhalter durch die Galaxis von Douglas Adams eine bedeutsame Rolle.

## Foundation-Zyklus von Isaac Asimov
Im Foundation-Zyklus von Isaac Asimov ab 1942 hat die Enzyklopädie eine wichtige Rolle inne, denn in ihr soll das gesamte Wissen der Menschheit gesammelt und bewahrt werden. Die Enzyklopädisten manipulieren in den Romanen des Foundation-Zyklus das galaktische Schicksal der Menschheit mittels der fiktiven Wissenschaft der Psychohistorik und beherrschen deshalb viele von Menschen besiedelte Welten.
Asimov führte die Encyclopedia Galactica mit folgenden Worten ein: 

„ENCYCLOPEDIA GALACTICA*

* All quotations from the Encyclopedia Galactica here reproduced are taken from the 116th Edition published in 1020 F.E. by the Encyclopedia Galactica Publishing Co., Terminus, with permission of the publishers.
(Übersetzung: Alle hier wiedergegebenen Zitate aus der Encyclopedia Galactica sind der 116. Ausgabe entnommen, die im Jahr 1020 F.E. von der Encyclopedia Galactica Publishing Co. auf Terminus veröffentlicht wurde, mit Genehmigung der Herausgeber.)“

Dies stellt eine Anspielung auf Zitate aus der Encyclopædia Britannica dar.

## Per Anhalter durch die Galaxis
In Adams Roman wird die Encyclopaedia Galactica als seriöses Gegenstück zum Reiseführer Per Anhalter durch die Galaxis (engl. The Hitchhikers Guide to the Galaxy) dargestellt:

„In vielen der etwas lässigeren Zivilisationen am äußersten Ostrand der Galaxis hat der Reiseführer Per Anhalter durch die Galaxis die große Encyclopaedia Galactica als Standard-Nachschlagewerk für alle Kenntnisse und Weisheiten inzwischen längst abgelöst. Denn obwohl er viele Lücken hat und viele Dinge enthält, die sehr zweifelhaft oder zumindest wahnsinnig ungenau sind, ist er dem älteren, viel langatmigeren Werk in zweierlei Hinsicht überlegen. Erstens ist er ein bisschen billiger, und zweitens stehen auf seinem Umschlag in großen, freundlichen Buchstaben die Worte KEINE PANIK.“